# Mary Zophres
Mary Zophres, née le 23 mars 1964 à Fort Lauderdale, est une chef costumière américaine pour le cinéma.
Active dans le milieu du cinéma depuis le milieu des années 1980, elle commence comme assistante costumière sur le film Né un 4 juillet d'Oliver Stone. Elle est notamment connue pour ses collaborations fréquentes avec le réalisateur Damien Chazelle, avec qui elle a travaillé sur trois films, parmi lesquels la comédie musicale La La Land en 2016 et la fresque dramatique Babylon en 2023.
Elle cumule quatre nominations à l'Oscar des meilleurs costumes.

## Biographie
Mary Zophres a fait ses études supérieures au Vassar College, d'où elle est sortie diplômée en histoire de l'art. Elle a d'abord travaillé dans l'industrie de la mode, notamment pour Esprit Holdings, avant de faire ses débuts au cinéma comme assistante costumière pour Né un 4 juillet (1989).
Devenue chef costumière en 1994, elle a ensuite notamment beaucoup travaillé avec les réalisateurs Joel et Ethan Coen. Elle a remporté le Saturn Award des meilleurs costumes pour Indiana Jones et le Royaume du crâne de cristal (2008) et a été nommée à l'Oscar des meilleurs costumes pour True Grit (2010) et pour La La Land (2017) et pour deux autres films.

## Filmographie
- 1994 : Dumb and Dumber, de Bobby et Peter Farrelly
- 1995 : Max zéro malgré lui, de Greg Beeman
- 1996 : Fargo, de Joel et Ethan Coen
- 1996 : Kingpin, de Bobby et Peter Farrelly
- 1997 : Digging to China, de Timothy Hutton
- 1997 : Le Damné (Playing God), d'Andy Wilson
- 1998 : The Big Lebowski, de Joel et Ethan Coen
- 1998 : Paulie, le perroquet qui parlait trop, de John Roberts
- 1998 : Mary à tout prix, de Bobby et Peter Farrelly
- 1999 : L'Enfer du dimanche, de Oliver Stone
- 2000 : O'Brother, de Joel et Ethan Coen
- 2001 : The Barber, de Joel et Ethan Coen
- 2001 : Ghost World, de Terry Zwigoff
- 2002 : Arrête-moi si tu peux, de Steven Spielberg
- 2003 : Hôtesse à tout prix, de Bruno Barreto
- 2003 : Intolérable Cruauté, de Joel et Ethan Coen
- 2004 : Ladykillers, de Joel et Ethan Coen
- 2004 : Le Terminal, de Steven Spielberg
- 2005 : Ma sorcière bien-aimée, de Nora Ephron
- 2006 : Mi$e à prix, de Joe Carnahan
- 2007 : No Country for Old Men, de Joel et Ethan Coen
- 2007 : Lions et Agneaux, de Robert Redford
- 2008 : Indiana Jones et le Royaume du crâne de cristal, de Steven Spielberg
- 2008 : Burn After Reading, de Joel et Ethan Coen
- 2009 : A Serious Man, de Joel et Ethan Coen
- 2010 : Iron Man 2, de Jon Favreau
- 2010 : True Grit, de Joel et Ethan Coen
- 2011 : Cowboys et Envahisseurs, de Jon Favreau
- 2012 : Des gens comme nous, de Alex Kurtzman
- 2013 : Gangster Squad de Ruben Fleischer
- 2013 : Inside Llewyn Davis, de Joel et Ethan Coen
- 2014 : Interstellar, de Christopher Nolan
- 2016 : Ave, César ! (Hail, Caesar!), de Joel et Ethan Coen
- 2016 : La La Land de Damien Chazelle
- 2017 : Battle of the Sexes de Jonathan Dayton et Valerie Faris
- 2018 : First Man : Le Premier Homme sur la Lune (First Man) de Damien Chazelle
- 2018 : La Ballade de Buster Scruggs (The Ballad of Buster Scruggs) de Joel et Ethan Coen
- 2021 : Macbeth (The Tragedy of Macbeth) de Joel Coen
- 2022 : Babylon de Damien Chazelle
- 2024 : To The Moon (Fly Me to the Moon) de Greg Berlanti
- 2026 : The Mandalorian and Grogu de Jon Favreau

## Distinctions

### Nominations
- Oscars 2016 : Meilleurs costumes pour La La Land
- BAFTA 2016 : Meilleurs costumes pour La La Land
- Oscars 2023 : Meilleurs costumes pour Babylon